# Америчка хорор прича
Америчка хорор прича (енгл. American Horror Story) америчка је хорор телевизијска серија коју су створили Рајан Марфи и Бред Фалчак за FX. Свака сезона је замишљена као самостална мини-серија, пратећи другачији скуп ликова и поставки у оквиру истог измишљеног универзума и причу са сопственим „почетком, средином и крајем”. Неки елементи радње сваке сезоне су инспирисани истинитим догађајима. Многи глумци се појављују у више од једне сезоне, а обично играју нову улогу или тумаче више ликова у сезони. Најчешће су се враћали Еван Петерс, Сара Полсон и Лили Рејб, који су глумили у девет сезона. Следе их Ема Робертс, Били Лурд и Лесли Гросман које су глумиле у шест сезона, док су значајан допринос остварили и Џесика Ланг, Кети Бејтс, Анџела Басет, Адина Портер, Фин Витрок и Џејми Бруер који су глумили у пет сезона.
Прва сезона, Кућа убиства, одвија се 2011. у Лос Анђелесу, а усредсређује се на породицу у уклетој кући. Друга сезона, Лудница, одвија се 1964. у Масачусетсу и прати пацијенте и особље психијатријске установе за криминалце. Трећа сезона, Вештичије коло, одвија се 2013. у Њу Орлеансу и прати ковен вештица и њихових непријатеља. Четврта сезона, Циркус наказа, одвија се 1952. у Џупитеру и усредсређује се на амерички циркус наказа. Пета сезона, Хотел, одвија се 2015. у Лос Анђелесу и усредсређује се на особље и госте уклетог хотела. Шеста сезона, Роанок, одвија се током 2014—2016. у Северној Каролини и усредсређује се на изоловану сеоску кућу коју прогањају преминули припадници колоније Роанок. Седма сезона, Култ, одвија се у Мичигену, а усредсређена је на култ након председничких избора у САД 2016. Осма сезона, Апокалипса, приказује вештице из Вештичијег кола и антихриста из Куће убиства. Девета сезона, 1984, одвија се 1980-их изван Лос Анђелеса и усредсређује се на особље летњег кампа који се поново отвара након покоља. Десета сезона, Дупли садржај, одвија се 2021. и усредсређује се на породицу у Провинстауну и становнике града, као и групу студената кампова у завери која садржи ванземаљце из Луднице. Једанаеста сезона, Њујорк, одвија се 1980-их у Њујорку и усредсређује се на убиства геј мушкараца и појаву вируса. Дванаеста сезона, Деликатно, одвија се 2023/24. у Њујорку и прати глумицу која верује да се неко труди да је спречи да испуни свој сан да затрудни. У јануару 2020. FX је обновио серију до 13. сезоне.
Иако су рецензије појединачних сезона варирале, телевизијски критичари су у великој мери хвалили серију, док је већина похвала припала глумачкој екипи, посебно Џесики Ланг, која је за свој наступ освојила две награде Еми, Златни глобус и награду Удружења филмских глумаца. Џејмс Кромвел и Кети Бејтс су освојили по награду Еми, док је Лејди Гага освојила Златни глобус. Серија је константно бележила високу гледаност, док је током емитовања прве сезоне била најгледанија нова серија на кабловској телевизији.

## Улоге
Кућа убиства
- Кони Бритон као Вивијен Хармон
- Дилан Макдермот као Бен Хармон
- Еван Петерс као Тејт Лангдон
- Таиса Фармига као Вајолет Хармон
- Денис О’Хер као Лари Харви
- Џесика Ланг као Констанс Лангдон

Лудница
- Џозеф Фајнс као монсињор Тимоти Хауард
- Сара Полсон као Лана Винтерс
- Еван Питерс као Кит Вокер
- Лили Рејб као сестра Мери Јунис Маки
- Лизи Брошре као Грејс Бертранд
- Закари Квинто као др Оливер Тредсон
- Џејмс Кромвел као др Артур Арден
- Џесика Ланг као сестра Џуд Мартин

Вештичије коло
- Сара Полсон као Корделија Гуд
- Таиса Фармига као Зои Бенсон
- Франсес Конрој као Миртл Сноу
- Ема Робертс као Медисон Монтгомери
- Лили Рејб као Мисти Деј
- Еван Питерс као Кајл Спенсер
- Денис О’Хер као Спалдинг
- Кети Бејтс као Делфин Лалори
- Џесика Ланг као Фиона Гуд

Циркус наказа
- Сара Полсон као Бет и Дот Татлер
- Еван Питерс као Џими Дарлинг
- Мајкл Чиклис као Дел Толедо
- Франсес Конрој као Глорија Мот
- Ема Робертс као Меги Есмералда
- Денис О’Хер као Стенли
- Фин Витрок као Денди Мот
- Анџела Басет као Дезире Дупри
- Кети Бејтс као Етел Дарлинг
- Џесика Ланг као Елза Марз

Хотел
- Вес Бентли као дет. Џон Лоу
- Мет Бомер као Донован
- Клои Севињи као др Алекс Лоу
- Сара Полсон као Сали Макена и Били Дин Хауард
- Еван Питерс као Џејмс Патрик Марч
- Денис О’Хер као Лиз Тејлор
- Шајен Џексон као Вил Дрејк
- Анџела Басет као Рамона Ројал
- Кети Бејтс као Ајрис
- Лејди Гага као Елизабет Џонсон / Грофица

Роанок
- Сара Полсон као Одри Тиндал и Лана Винтерс
- Кјуба Гудинг Млађи као Доминик Бенкс
- Лили Рејб као Шелби Милер
- Андре Холанд као Мет Милер
- Денис О’Хер као Вилијам ван Хендерсон
- Вес Бентли као Дилан
- Еван Питерс као Рори Монахан
- Шајен Џексон као Сидни Арон Џејмс
- Анџела Басет као Моне Тумузим
- Кети Бејтс као Агнес Мери Винстед

Култ
- Сара Полсон као Али Мејфер Ричардс
- Еван Питерс као Кај Андерсон
- Били Лурд као Винтер Андерсон
- Шајен Џексон као др Винсент Андерсон / Руди Винсент
- Алисон Пил као Ајви Мејфер Ричардс

Апокалипса
- Сара Полсон као Вилхемина Венабл, Корделија Гуд и Били Дин Хауард
- Еван Питерс као г. Галант, Тејт Лангдон и Џејмс Патрик Марч
- Адина Портер као Дајна Стивенс
- Били Лурд као Малори
- Лесли Гросман као Коко Сент Пир Вандербилт
- Коди Ферн као Мајкл Лангдон
- Ема Робертс као Медисон Монтгомери
- Шајен Џексон као Џон Хенри Мур
- Кети Бејтс као Миријам Мид и Делфин Лалори

1984
- Ема Робертс као Брук Томпсон
- Били Лурд као Монтана Дјук
- Лесли Гросман као Маргарет Бут
- Коди Ферн као Завијер Плимптон
- Метју Морисон као Тревор Кирчнер
- Гас Кенворди као Чет Кленси
- Џон Керол Линч као Бенџамин Рихтер / г. Звецко
- Анџелика Рос као Дона Чејмберс / Рита Р. Н.
- Зак Вила као Ричард Рамирез

Дупли садржај
- Сара Полсон као Карен и Мејми Ајзенхауер
- Еван Питерс као Остин Сомерс
- Лили Рејб као Дорис Гарднер и Амелија Ерхарт
- Фин Витрок као Хари Гарднер
- Франсес Конрој као Сара „Бел Ноар” Канингам
- Били Лурд као Лесли „Ларк” Фелдман
- Лесли Гросман као Урсула Кан и Калико
- Адина Портер као шефица Берлсон
- Анџелика Рос као Хемичарка и Тета
- Маколи Калкин као Мики
- Рајан Кијера Армстронг као Алма Гарднер
- Нил Макдона као Двајт Ајзенхауер
- Каја Гербер као Кендал Кар
- Нико Гритам као Кал Камбон
- Ајзак Пауел као Трој Лорд
- Рејчел Хилсон као Џејми Хауард
- Ребека Дајан као Марија Вајкоф

Њујорк
- Расел Тови као Патрик Рид
- Џо Мантело као Џино Барели
- Чарли Карвер као Адам Карпентер
- Лесли Гросман као Барбара Рид
- Сандра Бернхард као Фран
- Били Лурд као др Хана Велс
- Ајзак Кол Пауел као Тео Грејвс
- Закари Квинто као Сем
- Денис О’Хер као Хенри Грант
- Пети Лупоне као Кети Пизаз

Деликатно
- Ема Робертс као Ана Викторија Алкот
- Мет Зукри као Декстер „Декс” Хардинг Млађи
- Ким Кардашијан као Шивон Корбин
- Анабела Декстер Џоунс као Сонја Шокрос и Аделајн Хардинг
- Микејла Џеј Родригез као Николет
- Денис О’Хер као др Ендру Хил
- Кара Делевин као Ајви Еренрајх
- Џули Вајт као Мејвис Причер
- Маз Али као Камал

## Сезоне
| Сезона | Сезона | Наслов         | Епизоде | Епизоде | Оригинално емитовање | Оригинално емитовање |
| Сезона | Сезона | Наслов         | Епизоде | Епизоде | Премијера            | Финале               |
| ------ | ------ | -------------- | ------- | ------- | -------------------- | -------------------- |
|        | 1.     | Кућа убиства   | 12      | 12      | 5. октобар 2011.     | 21. децембар 2011.   |
|        | 2.     | Лудница        | 13      | 13      | 17. октобар 2012.    | 23. јануар 2013.     |
|        | 3.     | Вештичије коло | 13      | 13      | 9. октобар 2013.     | 29. јануар 2014.     |
|        | 4.     | Циркус наказа  | 13      | 13      | 8. октобар 2014.     | 21. јануар 2015.     |
|        | 5.     | Хотел          | 12      | 12      | 7. октобар 2015.     | 13. јануар 2016.     |
|        | 6.     | Роанок         | 10      | 10      | 14. септембар 2016.  | 16. новембар 2016.   |
|        | 7.     | Култ           | 11      | 11      | 5. септембар 2017.   | 14. новембар 2017.   |
|        | 8.     | Апокалипса     | 10      | 10      | 12. септембар 2018.  | 14. новембар 2018.   |
|        | 9.     | 1984           | 9       | 9       | 18. септембар 2019.  | 13. новембар 2019.   |
|        | 10.    | Дупли садржај  | 10      | 10      | 25. август 2021.     | 20. октобар 2021.    |
|        | 11.    | Њујорк         | 10      | 10      | 19. октобар 2022.    | 16. новембар 2022.   |
|        | 12.    | Деликатно      | 9       | 9       | 20. септембар 2023.  | 24. април 2024.      |

Кућа убиства
Смештена током 2011, сезона прати породицу Хармон, коју чине супруга и мајка Вивијен (Кони Бритон), њен супруг психијатар Бен (Дилан Макдермот) и њихова ћерка Вајолет (Таиса Фармига), који се селе из Бостона у Лос Анђелес и започињу нови почетак након Вивијениног побачаја. Убрзо након побачаја и пре селидбе, Бен има аферу са једном од својих ученица, што је умало уништило породицу. Селе се у обновљену вилу и убрзо упознају њену вишегодишњу кућну помоћницу, Мојру О’Хару (Франсес Конрој и Александра Брекенриџ), као и комшиније — ексцентричну породицу Лангдон коју чине Констанс (Џесика Ланг) и њена ћерка Аделајн (Џејми Бруер), која има Даунов синдром. Животи Хармонових су додатно узбуркани Лангдоновима, неспособном агенткињом за некретнине Марси (Кристина Естрабрук), као и унакаженим Ларијем Харвијем (Денис О’Хер), бившим власником виле који је заљубљен у Констанс, и Хејден Маклејн (Кејт Мара), Беновом бившом ученицом која га прати у Лос Анђелес. Бен и Вивијен покушавају поново успоставити своју везу док Вајолет, која пати од депресије, налази утеху код Тејта (Еван Питерс), једног од Бенових пацијената. Породица убрзо открива да дом прогоне духови свих оних који су икада умрли на имању, укључујући његове прве власнике Чарлса (Мет Рос) и Нору Монтгомери (Лили Рејб), као и њиховог деформисаног син Тодијуса (Бен Вулф) који је понекад ословљен и као „Инфантата”. Флешбекови приказују власнике куће током прошлог века, односно током 1920-их.
Лудница
Смештена током 1964, сезона прати пацијенте и особље психијатријске болнице Брајерклиф у власништву цркве, која се налази у Масачусетсу, основана ради лечења и смештања криминалаца. Кит Вокер (Еван Питерс), који је оптужен за низ серијских убистава, назван „Крваво лице”, по нестанку своје супруге Алме (Бритни Олдфорд) — за коју тврди да су је отели ванземаљци — затворен је у Брајерклиф. Ово изазива интересовање амбициозне новинарке Лане Винтерс (Сара Полсон), која жуди да пронађе причу помоћу које би стекла славу. У Брајерклифу, Кит упознаје остале пацијенте, од којих многи тврде да су неправедно затворени, укључујући Пепер (Наоми Гросман), која болује од микроцефалије, Шели (Клои Севињи), који је супруг који је вара затворио у болницу након што ју је пронашао у кревету са два момка, и Грејс Бертренд (Лизи Брошер) из Француске. Верујући да је насилни серијски убица, Кит постаје предмет интересовања прагматичног психијатра Оливера Тредсона (Закари Квинто) и садистичког др Артура Ардена (Џејмс Кромбел), који рутински спроводи научне експреименте над пацијентима. Болница је под будним оком строге сестре Џуд (Џесика Ланг), као и наивне сестре Мери Јунис (Лили Рејб) и оснивача болнице, монсињора Тимотија Хауарда (Џозеф Фајнс). Пацијенти и особље Брајерклифа су рутински подложни натприродним и научним утицајима, као што су опседнутост демонима и ванземаљске отмице.
Вештичије коло
Смештена током 2013, сезона прати несталне потомке вештица које су преживеле суђења вештицама из Сејлема и њихову борбу да сакрију свој идентитет у савременом свету. Зои Бенсон (Таиса Фармига), млада тинејџерка потпуно несвесна постојања вештица, открива да је потомак вештица из Сејлема након несреће која проузрокује смрт њеног дечка. Послата је у интернат за девојчице у Њу Орлеансу који има за циљ да заштити и збрине младе жене које носе ову јединствену крвну линију и сачува их од опасности спољног света. Тамо упознаје остале девојке: нарцисоидну филмску звезду Медисон Монтгомери (Ема Робертс), отворену људску вуду-лутку Квини (Габореј Сидибе) и загонетну читатељку мисли Нан (Џејми Бруер). Зои се заљубљује у Кајла Спенсера (Еван Питерс), добронамерним студентом. Школом управљају директорка Корделија Фокс (Сара Полсон), глава Вештичијег већа, ексцентрична Миртл Сноу (Франсес Конрој) и неми батлер Спалдинг (Денис О’Хер). Корделијина мајка, Фиона Гуд (Џесика Ланг), врховна је и најмоћнија вештица своје генерације. Након што је руља грађана открила и спалила младу вештицу која живи у мочварама под називом Мисти Деј (Лили Рејб), Фиона се враћа у школу како би осигурала безбедност осталих младих вештица, али и испунила властити скривени план. Догађаји откривају дуготрајно ривалство између Сејлемских вештица и практиканта вудуа из Њу Орлеанса, као и историјско непријатељство између вуду-краљице Мари Лово (Анџела Басет) и богате серијске убице Делфине Лалори (Кети Бејтс), која је мучила и убијала своје робове 1830-их.
Циркус наказа
Смештена током 1952, сезона прати борбу циркуса наказа који води Елза Марз (Џесика Ланг) у успаваном граду Џупитеру. Прошле су деценије од када јавност на циркус наказа гледа као на облик забаве, али Елза сања да ће пронаћи дом за своје „наказе”, као и о сопственој слави и богатству. Остали чланови њене трупе чине „јастог-момка” Џимија Дарлинга (Еван Питерс), који сања да живи нормалан живот, и његову мајку Етел (Кети Бејтс), брадату даму која ради као Елзина десна рука. Снажни човек из Етелине прошлости и Џимијев биолошки отац Дел Толедо (Мајкл Чиклис) и његова садашња супруга са троје груди Дезире Дупри (Анџела Басет) долазе како би се прикључили циркусу. Како би покренула посао и сачувала своју трупу, Елза је такође запослила сијамске близнакиње Бет и Дот Татлер (Сара Полсон). У времену успона телевизије над програмом уживо, чланови Елзине трупе морају превазићи оне који их прогоне на основу њиховог изгледа. Међутим, како се прича развија, откриће се да су је Џупитеру присутно мрачних ентитета, чије су очи упрте у наказе. Проварант по имену Стенли (Денис О’Хер), који се представља као човек из Холивуда, стиже са својом младом штићеницом Меги Есмералдом (Ема Робертс), којој је наређено да се спријатељи са Џимијем. Богати и размажени Денди Мот (Фин Витрок), ком помаже његова мајка Глорија (Франсес Конрој), развија нездраву опсесију наказама, нарочито са Бет и Дот. Најопаснији од свих је тајанствени, деформисани кловн-убица, познат као Твисти (Џон Керол Линч), који пустоши Џупитер и подједнако циља на наказе и мештане.
Хотел
Смештена током 2015, сезона прати чудна и опасна дешавања око хотела Кортез у центру Лос Анђелеса, који је у почетку изграђен као тајна комора за мучење како би испунила жеље оснивача Џејмса Патрика Марча (Еван Питерс). Након анонимне дојаве, детектив Џон Лоу (Вес Бентли) стиже у хотел, како би истражио низ убистава. Сваки од убијених починио је грех непоштовањем Десет Божјих заповести. Џон се временом одаљио од супруге Алекс (Клои Севини), која пати од депресије, и њихове ћерке Скарлет (Шри Крукс), након што је пет година раније нестао њихов син Холден (Ленон Хенри). Хотел води Марчова удовица Елизабет Џонсон (Лејди Гага), такође позната као Грофица, коју је претворио у вампира, њен бивши љубавник Рудолф Валентино (Фин Витрок) и његова супруга Наташа Рамбова (Александра Дадарио), као и Елизабетин тренутни љубавник Донован (Мет Бомер). Током своје истраге, Џон се такође сусреће са духом који је зависан од хероина по имену Сали (Сара Полсон), хотелском собарицом Хејзел Еверс (Маре Винингам), као и самим Марчом, који тражи штићеника за наставак својих радњи које је започео док је био жив. Неуморно особље хотела чине и отмена рецепционарка Ајрис (Кети Бејтс), Донованова мајка, и њена најбоља пријатељица, трансродна барменка Лиз Тејлор (Денис О’Хер), који се брину о Елизабет и њеној вампирској деци. Веза Елизабет са Донованом постаје уздрмана доласком манекена и зависника од кокаина Тристана Дафија (Фин Витрок), њујоршког модног дизајнера Вил Дрејка (Шајен Џексон), и њене презирне бивше љубавнице Рамоне Ројал (Анџела Басет).
Роанок
Смештена између 2014. и 2016, сезона прати натприродне догађаје који се дешавају у обновљеној сеоској кући у Северној Каролини, која се налази на земљи на коју се преселила колонија Роанок након њиховог нестанка 1580-их. Године 2015. Шелби Милер (Лили Рејб), њен супруг Мет (Андре Холанд), заједно са Метовом сестром Ли Харис (Адина Портер), препричавали су своје мучно искуство живота у сеоској кући годину дана раније у популарној документарној серији под називом Моја ноћна мора — Роанок. Говоре о сусретима са насилним и осветољубивим духовима претходних станара куће и колоније Роанок, канибалистичке породице Полк који живе у близини и заводљивом вештицом Скатом (Лејди Гага). Документарац остварује огроман успех, у којој главне улоге тумаче Одри Тиндал (Сара Полсон) као Шелби, Доминик Бенкс (Кјуба Гудинг Млађи) као Мет, Моне Тумузим (Анџела Басет) као Ли, Агнес Мери Винстед (Кети Бејтс) као Томасин Вајт, Одрин супруг Рори Монахан (Еван Питерс) као Едвард Филип Мот, Вилијам ван Хендерсон (Денис О’Хер) као др Елајас Канингам, и Дилан (Вес Бентли) као Амброз Вајт. Године 2016. успех документарца доводи до наставка под називом Повратак у Роанок: Три дана у паклу, којим управља продуцент првобитне документарне серије Сидни Ерон Џејмс (Шајен Џексон), који позива Милерове, као и многе глумце из документарца, да се врате у сеоску кућу на три дана током крвавог месеца, где ће бити снимани скривеним камерама. Иако су Милерови свесни ентитета који живе у кући, сво троје се слажу да се врате, свако са својим разлогом. Међутим, продукција се на крају сведе на трагичну катастрофу, док се и глумци и филмска екипа убрзо нађу на мети када насилни ентитети почну да испливавају на површину.
Култ
Смештена током 2017, измишљени град Брукфилд Хајтс у Мичигену постао је подељен након председничких избора у САД 2016. Власница локалног ресторана Али Мејфер Ричардс (Сара Полсон) постала је крајње узнемирена, заједно са супругом Ајви (Алисон Пил). Упркос помоћи свог психијатра, др Рудија Винсента (Шајен Џексон), Али наредних седмица постаје све нестабилнија јер јој се дуго потиснуте фобије почињу поново појављивати и утицати на њене односе са супругом и њиховим сином, Озом (Купер Дадсон). Мизогинистички алтернативни десничар Кај Андерсон (Еван Питерс) радује се изборним резултатима, наводећи га да уђе политику и кандидује се за одборника градског већа, које води радикална феминисткиња Биби Бебит (Франсес Конрој). Кју невољно помаже његова либерална сестра Винтер (Били Лурд), коју је домаћинство Мејфер Ричардс унајмило као дадиљу. Док се Али покушава прилагодити редовном животу упркос својој све већој анксиозности и параноји, терорише је група маскираних нападача, обучена у кловновску одећу, који је нападају само кад је сама, те се бвог тога људи у њеном окружењу питају да ли је она заиста нападнута или ако су то биле само халуцинације. Алини нови ексцентрични суседи Харисон (Били Ајхнер) и Медоу Вилтон (Лесли Гросман) досељавају се у кућу прекопута, док новинарка Беверли Хоуп (Адина Портер) долази на свако место злочина како би пријавила убиства. Усред хаоса су такође Џек Самјуелс (Колтон Хајнс), детектив који истражује злочине и који је у почетку сумња у Алине тврдње, и Гари К. Лонгстрит (Чез Боно), власник супермаркета који има ампутирану руку и страствени присталица Доналда Трампа. Док Кајев успон на власт открива језиве мотиве, Али почиње да повезује своје нападаче и многе чудне инциденте који су се догодили у Брукфилд Хајтсу. Почиње да се боји да ће сви у граду кренути за њом, појачавајући све веће неповерење оних који су око ње.
Апокалипса
Смештена у блиској будућности, антихрист Мајкл Лангдон (Коди Ферн) доводи до апокалипсе подстицањем нуклеарног рата. Одабрани преживели, богата наследница Коко Сент Пир Вандербилт (Лесли Гросман), њена лична помоћница Малори (Били Лурд), фризер г. Галант (Еван Питерс), његова баба Иви (Џоун Колинс), водитељка ток-шоуа Дајна Стивенс (Адина Портер), њен син Андре (Џефри Бауер Чапман), Тимоти Кембел (Кајл Ален) и Емили (Еш Сантос), између осталих, проналазе уточиште у склоништу под називом „Бункер 3”. Њиме управљају Вилхемина Венабл (Сара Полсон) и Миријам Мид (Кети Бејтс) заједно са Песницом (Ерика Ервин), безобразном и високом стражарком. Флешбекови три године раније откривају да је „Бункер 3” био школа за вешце коју је водио Џон Хенри Мур (Шајен Џексон) која је несвесно одгајила антихриста, у нади да ће он постати први мушки врховни вештац. Вештичије веће Корделије Гуд (Полсон), Зои Бенсон (Таиса Фармига) и васкрсле Миртл Сноу (Френсис Конрој) убрзо откривају колико је Мајкл опасан за њихов ковен након што васкрсне мртве вештице Квини (Габореј Сидибе), Мадисон Монтгомери (Ема Робертс) и Мисти Деј (Лили Рејб). Ковен, уз помоћ вештаца, покушава спасити човечанство откривањем нове, снажне вештице Малори, откривајући више о Мајкловом мистериозном пореклу, нарочито од Мајклове бабе Констанс Лангдон (Џесика Ланг) и како да га поразе и спрече апокалипсу.
1984
Смештена током 1984, сезона прати Брук Томпсон (Ема Робертс) која одлази у забачени, новоотворени летњи камп, познат као камп Редвуд, да би радила као саветница након застрашујућег сусрета са серијском убицом Ричардом Рамирезом (Зак Вила). Са Брук долазе и Завијер Плимптон (Коди Ферн), Чет Кленси (Гас Кенворди), Реј Пауел (Дерон Хортон) и Монтана Дјук (Били Лурд). По доласку у камп сусрећу се са његовом власницом, религиозном Маргарет Бут (Лесли Гросман), која је некада била кампер и има искуство са преживљавањем убиства. Остало особље кампа Редвуд чине медицинска сестра Рита (Анџелика Рос), директор активности Тревор Кирчнер (Метју Морисон) и куварица Берти (Тара Карсијан). Убрзо након усељења, појављују се вести да је поремећени убица Бенџамин Рихтер — познат и као г. Звецко (Џон Керол Линч) — побегао из локалне луднице и претпоставља се да се упутито према кампу. Међутим, како прича напредује, открива се више тајни о саветницима кампа, као и флешбекови које детаљно описују историју кампа, као и Рихтерову насилну мајку Лавинију (Лили Рејб).
Дупли садржај
У првом делу, под називом Црвена плима, писац Хари Гарднер (Фин Витрок), његова трудна супруга Дорис (Лили Рејб) и њихова ћерка Алма (Рајан Кира Армстронг) селе се у Провинстаун, изоловани град на плажи у Масачусетсу, током зимског периода како би Хари могао да ради у миру без икаквих сметњи. Хари пати од ауторске блокаде и једне ноћи одлази у локални бар, где упознаје певача и текстописца Остина Сомерса (Еван Питерс) и еротску романосписатељицу Сару Канингам, познату под псеудонимом Бел Ноар (Франсес Конрој). Остин Харију представља мистериозну црну таблету за коју тврди да ће помоћи онима са талентом да постану још бољи. Међутим, таблета такође има и нуспојаву, док чудна створења под називом „бледи људи” харају градом.
У другом делу, под називом Долина смрти, студенти Кендал Кар (Каја Гербер), Кал Камбон (Нико Гритам), Трој Лорд (Ајзак Кол Пауел) и Џејми Хауард (Рејчел Хилсон) током камповања се нађу усред ванземаљске завере која се развија деценијама. Председнику Двајту Ајзенхауеру (Нил Максона) постављен је ултиматум, који прихвата његова супруга Мејми Ајзенхауер (Сара Полсон).
Њујорк
Смештена током 1981, низ убистава усмерених на геј заједницу изазива мржњу према апатичној Њујоршкој полицији. Детектив Патрик Рид (Расел Тови) и његов партнер, репортер Џино Барели (Џо Мантело) због којег је Патрик оставио своју супругу Барбару (Лесли Гросман), истражују хомоцидни двојац који чине маскирани „Велики Татица” и уврнути др Вајтли (Џеф Хилер). Њихова различита мишљења о томе како приступити истрази, доводе до раздора у њиховом односу. Патрику и Џину се придружује Адам Карпентер (Чарли Карвер), млади геј мушкарац чији је пријатељ нестао. Адамова потрага доводи га до фотографа Теа Грејвса (Ајзак Кол Пауел), што изазива љубомору Теовог партнера Сема (Закари Квинто). У међувремену, др Хана Велс (Били Лурд) истражује нову болест која се шири са Фајер Ајланда, док певачица кабареа Кети Пизаз (Пети Лупоне) брине о смањењу публике у свом јавном геј купатилу.
Деликатно
Одвија се у Њујорку и прати глумицу Ану Викторију Алкот (Ема Робертс) која верује да се неко труди да је спречи да испуни свој сан да затрудни.

## Огранак
У октобру 2014. FX је наручио десет епизода серије под називом Америчка крими прича, коју су развили Александер и Лари Карашевски. Док се свака сезона серије Америчка хорор прича усредсређује на нову хорор тему, сезоне серије Америчка крими прича прате нову, истиниту криминалистичку причу. У мају 2020. FX on Hulu је најавио серију Америчке хорор приче, где свака епизода прати засебну причу.